# Dijing
Dijing (kinesiska: 翟靖, 翟靖镇) är en köping i Kina. Den ligger i den autonoma regionen Ningxia, i den nordvästra delen av landet, omkring 47 kilometer sydväst om regionhuvudstaden Yinchuan.
Genomsnittlig årsnederbörd är 307 millimeter. Den regnigaste månaden är juli, med i genomsnitt 80 mm nederbörd, och den torraste är december, med 1 mm nederbörd.